# ハリウッド1969 シャロン・テートの亡霊
『ハリウッド1969 シャロン・テートの亡霊』（ハリウッド1969シャロンテートのぼうれい、The Haunting of Sharon Tate）は、2019年のアメリカ合衆国のホラー・スリラー映画。監督・脚本はダニエル・ファランズ、出演はヒラリー・ダフ、ジョナサン・ベネット、リディア・ハースト、パヴェウ・シャイダ、ライアン・カーギルなど。1969年のテート殺害事件を題材としており、チャールズ・マンソンの取り巻きたちの襲撃に恐怖する女優のシャロン・テートに焦点が当てられる。
アメリカ合衆国では2019年4月5日にサバン・フィルムズにより公開された。

## キャスト
- シャロン・テート: ヒラリー・ダフ - 映画監督ロマン・ポランスキーの妻で人気若手女優。妊娠中。
- ジェイ・セブリング（英語版）: ジョナサン・ベネット（英語版） - シャロンの友人で元恋人。ヘアスタイリスト。
- アビゲイル（ギビー）・フォルガー: リディア・ハースト（英語版） - シャロンの友人。フォルジャーズの令嬢。
- テックス・ワトソン（英語版）: タイラー・ジョンソン - 襲撃犯。
- ヴォイテック・フライコウスキー: パヴェウ・シャイダ（英語版） - ギビーの恋人。ポランスキー監督の友人。
- スティーヴン・ペアレント: ライアン・カーギル - 管理人の代理。
- イエロー（英語版）: フィヴェル・スチュワート（英語版） - 襲撃犯。
- セイディ（英語版）: ベラ・ポパ - 襲撃犯。
- チャールズ・マンソン: ベン・メリッシュ - カルト指導者。

## 製作
2018年2月、ダニエル・ファランズが監督・脚本を務める映画にヒラリー・ダフ、ジョナサン・ベネット、リディア・ハーストがキャスティングされたことが発表された。プロデューサーはルーカス・ジャラッチとダニエル・ファランズが務め、さらにスカイライン・エンターテインメントのバナーの下でホルヘ・ガルシア・カストロとジム・ジェイコブセンがエグゼクティブ・プロデューサーとして雇われている。またダブもエグゼクティブ・プロデューサーを務める。

## 公開
2018年11月、サバン・フィルムズが配給権を獲得した。2019年4月5日にアメリカ合衆国で封切られた。

## 評価

### 批評家の反応
批評家の反応はあまり芳しくなく、Rotten Tomatoesでは26件のレビューで支持率は15%、平均点は2.85/10となっている。またMetacriticでの加重平均値は8/100となっている。この低評価を受け、Metacriticでは「2019年度のMetacritic公式ワースト映画」に選ばれた。
肯定的な評価を下しているものには『Starbust Magazine』、『Cinedump』、『Horror News』、『Abort Mag』、『Creative Screenwriting』、『World Film Geek』、『Film Threat』、『Cultured Vultures』、『We Live Entertainment』がある。

### 受賞とノミネート
| 年   | 賞                                             | 部門         | 候補                                      | 結果 | 参照   |
| ---- | ---------------------------------------------- | ------------ | ----------------------------------------- | ---- | ------ |
| 2019 | ハリウッド・リール・インディペンデント映画祭賞 | 監督賞       | ダニエル・ファランズ                      | 受賞 | [ 17 ] |
| 2019 | ハリウッド・リール・インディペンデント映画祭賞 | 主演女優賞   | ヒラリー・ダフ                            | 受賞 | [ 17 ] |
| 2019 | ハリウッド・リール・インディペンデント映画祭賞 | ホラー映画賞 | 『ハリウッド1969 シャロン・テートの亡霊』 | 受賞 | [ 17 ] |